# Carver (Minnesota)
Carver es una ciudad ubicada en el condado de Carver en el estado estadounidense de Minnesota. En el Censo de 2010 tenía una población de 3724 habitantes y una densidad poblacional de 344,64 personas por km².

## Geografía
Carver se encuentra ubicada en las coordenadas 44°45′13″N 93°38′19″O / 44.75361, -93.63861. Según la Oficina del Censo de los Estados Unidos, Carver tiene una superficie total de 10.81 km², de la cual 10.35 km² corresponden a tierra firme y (4.22%) 0.46 km² es agua.

## Demografía
Según el censo de 2010, había 3724 personas residiendo en Carver. La densidad de población era de 344,64 hab./km². De los 3724 habitantes, Carver estaba compuesto por el 89.8% blancos, el 1.02% eran afroamericanos, el 0.19% eran amerindios, el 6.31% eran asiáticos, el 0% eran isleños del Pacífico, el 0.43% eran de otras razas y el 2.26% pertenecían a dos o más razas. Del total de la población el 2.01% eran hispanos o latinos de cualquier raza.